# Soumya Swaminathan
Cet article concerne la joueuse d'échecs. Pour la pédiatre et clinicienne, voir Soumya Swaminathan (médecin).
Pour les articles homonymes, voir Soumya et Swaminathan.
Soumya Swaminathan est une joueuse d'échecs indienne née le 21 mars 1989 à Palakkad.
Au 1er septembre 2018, elle est la troisième joueuse indienne et la 78e joueuse mondiale avec un classement Elo de 2 380 points.

## Biographie et carrière
Grand maître international féminin depuis 2008, Soumya Swaminathan a remporté le championnat du monde d'échecs junior en 2009 et le championnat indien en 2010-2011.
Elle a participé au championnat du monde d'échecs féminin en 2010 (éliminée au premier tour par Monika Socko) et 2012 (éliminée au premier tour par Dronavalli Harika). En 2016, elle remporta la médaille de bronze au championnat d'Asie d'échecs à Tachkent.
Elle a représenté l'Inde lors de l'Olympiade d'échecs de 2012 et l'équipe indienne finit quatrième de la compétition.
Soumya Swaminathan a participé à trois championnats du monde par équipes, remportant une médaille de bronze individuelle en 2013.